# Hans von Blixen-Finecke
Barão Hans Gustaf von Blixen-Finecke (Skurup, 25 de julho de 1886 - 26 de setembro de 1917) foi um adestrador e militar sueco. 

## Carreira
Hans von Blixen-Finecke representou seu país nos Jogos Olímpicos de 1912, na qual conquistou a medalha de bronze no adestramento individual em 1912.  Faleceu em um acidente de avião em 1917.